# 京都府道803号加悦岩滝自転車道線
京都府道803号加悦岩滝自転車道線（きょうとふどう803ごう かやいわたきじてんしゃどうせん）は、京都府与謝郡与謝野町滝から与謝野町岩滝に至る一般府道。

## 概要
大規模自転車道の枠組みで京都府道の自転車道として整備されている3路線の内の1路線である。
通過する一帯は野田川が流れ、終点から程近い阿蘇海の対岸には日本三景に数えられ、丹後天橋立大江山国定公園に含まれる天橋立を望むなど自然が溢れ、製織町として重要伝統的建造物群保存地区に選定されている旧加悦町と野田川下流側に位置する旧野田川町は丹後ちりめんの特産で知られる歴史と文化の豊かな地である。起点には往時の様子を現代に伝える加悦SL広場や地域の情報発信拠点として活用されている道の駅シルクのまち かやのほか、大江山運動公園や野田川親水公園も整備されており、自然公園、名勝、観光施設、レクリエーション施設等を結ぶという国土交通省が掲げる大規模自転車道の目的を担っている。
このほかに、終点の岩滝橋附近から京都丹後鉄道宮豊線との交差点附近にかけては全長3,550mのジョギングコースとしても整備されている。

### 路線データ
- 起点：与謝郡与謝野町滝
- 終点：与謝郡与謝野町岩滝
- 路線延長：12.1712km[3]

## 歴史
この路線は、廃線となった加悦鉄道の軌道敷跡を整備したものである。
- 1985年（昭和60年）5月1日
加悦鉄道が廃止される。
- 1989年（平成元年）
京都府2番目の大規模自転車道として整備着手。
- 1998年（平成10年）
全線で整備完了。

## 路線状況
既に整備完了しており、全線が自転車と歩行者のみが通行可能な自転車歩行者専用道路として利用可能である。近年では夜間のソーラーLED照明を2010年から一部区間で供用開始しており、2011年以降も順次設置していく目標を掲げている。また、途中には自転車道整備と併せてトイレの付帯している休憩所が2箇所設置されている。

### 異常時通行規制
- 京都丹後鉄道宮豊線との交差点附近
附近一帯は河川敷を通行するため、上流にある堂谷橋の水位計[6]が指定水位（1.80m）を超過すると通行止となる。

### 道路施設
- 道の駅シルクのまち かや
起点の国道176号交点を挟んで立地。1994年に道の駅として登録された。
- 加悦休憩所
加悦駅跡の敷地の一部を利用して設置。与謝野町役場加悦庁舎の北側に隣接している。
- 野田川休憩所
水戸谷駅跡の敷地を利用して設置。国道312号交点の南西側にある。

## 地理
加悦谷を縦断しており、元来は鉄道に供する路線であったために直線的な線形である。起点からすぐに野田川を渡るとほぼ一貫して北東へ向かう。しばらくは野田川と一定の距離を保ちながら並走していくが、与謝野駅附近から終点である国道178号岩滝橋北詰附近にかけては野田川沿いを下る。

### 通過する自治体
- 京都府
  - 与謝郡与謝野町

### 接続道路
- 国道176号（与謝郡与謝野町滝起点）
- 京都府道608号温江加悦線（与謝郡与謝野町加悦）
- 京都府道626号野田川加悦線（与謝郡与謝野町三河内）：京都府道705号中藤加悦線重複
- 京都府道76号野田川大宮線（与謝郡与謝野町四辻）
- 国道312号（与謝郡与謝野町上山田）
- 京都府道613号下地与謝野停車場線（与謝郡与謝野町下山田）
- 京都府道2号宮津養父線（与謝郡与謝野町弓木）
- 国道178号（与謝郡与謝野町岩滝）：国道482号・京都府道802号田井大垣自転車道線重複

## 沿線

### 自然
- 野田川
- 阿蘇海

### 官公庁・公共施設
- 与謝野町役場加悦庁舎
- 宮津警察署加悦交番
- 与謝野町役場野田川庁舎

### 教育
- 与謝野町立加悦中学校
- 与謝野町立加悦小学校
- 与謝野町立三河内小学校
- 京都府立加悦谷高等学校
- 与謝野町立市場小学校
- 与謝野町立江陽中学校
- 与謝野町立山田小学校
- 与謝野町宮津市組合立橋立中学校

### 鉄道
- 京都丹後鉄道宮豊線
  - 与謝野駅

### 金融機関・郵便局
- 加悦郵便局
- 三河内郵便局
- 野田川郵便局
- 京都北都信用金庫 野田川支店
- 京都銀行加悦谷支店

### 企業
- 岩滝自動車教習所
- 丹後織物工業組合岩滝加工場

### 余暇・観光
- 加悦SL広場
- 大江山運動公園
- 野田川親水公園
- ちりめん街道（加悦町市街地）